# Тишев (Закарпатская область)
Ти́шев (укр. Тишів) — село в Нижневоротской сельской общине Мукачевского района Закарпатской области Украины.
Население по переписи 2001 года составляло 517 человек. Почтовый индекс — 89112. Телефонный код — 3136. Занимает площадь 1,727 км². Код КОАТУУ — 2121586001.